# Tecali de Herrera
Tecali de Herrera es una localidad del estado mexicano de Puebla. Es cabecera del municipio de Tecali de Herrera.

## Toponimia
El nombre «Tecali» proviene de los términos en náhuatl tetl, piedra; calli, casa. Su significado es «casa de piedra». El nombre «Herrera» hace referencia al general Ambrosio Herrera, combatiente en la Guerra de Reforma.

## Demografía
| Gráfica de evolución demográfica |
|                                  |

| Censo | Población |
| ----- | --------- |
| 1900  | 1 920     |
| 1910  | 1 896     |
| 1921  | 2 994     |
| 1930  | 1 300     |
| 1940  | 1 409     |
| 1950  | 1 542     |
| 1960  | 1 875     |
| 1970  | 1 407     |
| 1980  | 1 998     |
| 1990  | 3 257     |
| 1995  | 3 766     |
| 2000  | 4 144     |
| 2005  | 4 719     |
| 2010  | 5 156     |
| 2020  | 6 104     |